# Miguel Relvas
Miguel Fernando Cassola de Miranda Relvas, né le 5 septembre 1961 à Lisbonne, est un homme politique portugais, membre du Parti social-démocrate (PPD/PSD).
Il est ministre des Affaires parlementaires entre 2011 et 2013.

## Biographie

### Formation et vie professionnelle
Il commence à étudier le droit en 1984. Il obtient l'année d'après sa licence de sciences politiques et droit constitutionnel.

## Vie privée

### Famille
Né à Lisbonne, il vit en Angola avec ses parents et ses deux frères jusqu'en 1974.
Il a été marié à avec Ana Paula Milhano Pintão et de cette union est née le 17 février 1992 à Lisbonne Filipa Pintão de Miranda Relvas. Il divorce à la fin de l'année 2011 et révèle six mois plus tard qu'il entretient une liaison avec une collaboratrice du Premier ministre Pedro Passos Coelho.

### Relations avec la franc-maçonnerie
Miguel Relvas est franc-maçon : il appartient à l'ordre du Grand Orient lusitanien (GOL).